# Besart Halimi
Besart Halimi (ur. 3 kwietnia 1988 w Prisztinie) – kosowski wokalista.

## Życiorys
W 2005 roku wziął udział w konkursie muzycznym Ethet E Së Premtes 3, w tym samym roku uczestniczył także w 44. edycji festiwalu organizowanego przez RTSH, na którym zaśpiewał utwór Loja Dashuri.
W 2010 roku uczestniczył w festiwalu Kënga Magjike.

## Dyskografia[1]

### Albumy
| Rok  | Album     |
| ---- | --------- |
| 2010 | Enderrat  |
| 2015 | Live 2015 |
| 2018 | Live 2018 |

### Teledyski
| Rok  | Teledysk          |
| ---- | ----------------- |
| 2009 | Emrin             |
| 2010 | Ti nuk me ndjen   |
| 2012 | Kaçurrelja        |
| 2012 | Afer              |
| 2013 | Dhimbje           |
| 2013 | Nates nuk i dihet |
| 2014 | N'kufi te vjeter  |
| 2014 | Në Prishtinë      |
| 2015 | Prapë te enderroj |
| 2015 | Ideale            |
| 2016 | Nuk kthehesh ti   |
| 2016 | Kur u ndamë       |
| 2018 | Shko              |
| 2019 | Merrma ti zemren  |
| 2020 | Pa fjalë          |
| 2021 | Enderrat (Remix)  |
| 2022 | Pak dashni        |

6 lipca 2021 Besart Halimi wydaje teledysk „Dreams (Remix)”. Klipy wideo wyprodukowane przez MProduction, wyprodukowane przez producenta audio Florenta Boshnjaku.
23 lutego 2022 roku Besart Halimi publikuje teledysk „Pak Dashni”. Muzykę i tekst piosenki stworzył Kreshnik Avdiu. Teledyski wyprodukowane przez firmę MProduction.